# Електронна митниця
Електро́нна ми́тниця (англ. e-Customs) — це багатофункціональна комплексна система, яка існує у митних органах країни та поєднує інформаційно-комунікативні технології та сукупність механізмів їх застосування і дає можливість підвищити якість митного регулювання та вдосконалити митне адміністрування.

## Мета та принципи застосування
Метою автоматизованої системи «Електронна митниця» є забезпечення митної безпеки держави, завдяки:
- постійному двосторонньому потоку інформації від суб'єктів ЗЕД, органів державної влади, а також митних адміністрацій інших держав.
- автоматизації всіх процесів митних процедур, з митного контролю та оформлення вантажів до їх супроводження
- інформаційному забезпеченню правоохоронної діяльності та контролю за переміщенням товарів

## Застосування електронних систем у митній справі в світі
У Японії для електронного декларування використовується автоматизована система NACCS [Архівовано 15 листопада 2012 у Wayback Machine.] (Nippon Automated Cargo and Port Consolidated System), яка об'єднує між собою учасників ЗЕД з учасниками митних служб держави. Для оформлення вантажів з використанням такої системи декларанту [Архівовано 22 квітня 2013 у Wayback Machine.] потрібно лише заповнити зі свого персонального комп'ютера необхідні дані про товар, про його найменування, країну походження, контрактну вартість [Архівовано 21 грудня 2016 у Wayback Machine.] товару, а також вартість транспортування.
У США діє аналогічна система. Американська система АКС (автоматизована комерційна система) є прототипом японської.
У країнах ЄС для передачі даних в електронному вигляді використовується система NCTS [Архівовано 19 червня 2013 у Wayback Machine.] (New Computerized Transit System). В ЄС електронне декларування товарів є обов'язковим. Така система дає можливість декларантам надавати декларації в електронному вигляді до прибуття вантажу, проводити аналіз ризиків та прискорювати обробку даних.

## Впровадження інформаційних технологій в Державній митній службі України
Протягом 1994–2005 років використовувалися нові інформаційні технології, вдосконалювалися вже існуючі автоматизовані системи та відбувався розвиток власних інформаційних ресурсів. В результаті була створена центральна база даних електронних копій ВМД (вантажна митна декларація), контроль доставки вантажів та митного оформлення були в процесі автоматизації. Формування електронних копій вантажних митних декларацій і до тепер здійснюється суб'єктами ЗЕД. За ці роки було впроваджено відомчу електронну пошту і транспортну мережу супутникового зв'язку. Відомча телекомунікаційна мережа[недоступне посилання з липня 2019] та комплексна система захисту інформації перебувають на стадії побудови[коли?].
Для аналізу ризиків використовується Автоматизована система аналізу та управління ризиками митниці